# Svatá Gertruda
Svatá Gertruda, též Getruda z Nivelles (cca 626? Landen, Vlámsko – 17. března 659 Nivelles, Valonsko) byla franskou abatyší, která se svou matkou Ittou Idobergou založila klášter Nivelles v dnešní Belgii. Je uctívána jako svatá katolické církve.

## Biografie
Narodila se jako mladší dcera Pipina I. Staršího, austrasijského majordoma krále Dagoberta I., a jeho manželky Itty Idobergy. Její starší sestrou byla Svatá Begga, jejíž linie vedla k vládnoucímu Karlu Martelovi, Pipinovi III. a následně i Karlu Velikému.
Gertruda pocházela z vážené aristokratské rodiny, jež měla své sídlo na hradě v Nivelles. Když bylo Gertrudě deset let, pozval její otec krále Dagoberta a další velmože království na symposium. Při té příležitosti měly být ohlášeny její zásnuby se synem austrasijského knížete. Hluboce nábožensky založená Gertruda však s pobouřením odmítla. Nikdy se neprovdala a vstoupila do klaštera.
Po otcově smrti v roce 640 její matka Iduberga na radu biskupa svatého Amanda přeměnila rodinné sídlo v Nivelles ve smíšený (mužský i ženský) klášter. Austrasijská aristokracie se proti tomuto jednání postavila, ve snaze zabránit ztrátě panství ve prospěch církve a tím i vzrůstající moci Pipinovců. Aby Iguberga zabránila únosu a násilnému provdání dcery, ostříhala Gertrudě vlasy, aby kladla větší důraz na rozhodnutí své dcery, odevzdat se Bohu.
Krátce po založení kláštera opustila Iduberga svou pozici abatyše a pobývala v klášteře jako prostá řeholnice a pomáhala radami své dceři, jež nastoupila na její místo. Mezi množstvím poutníků, kteří přicházeli do kláštera, byli i dva bratři (pozdější světci) Feuillien a Ultan, irští mnichové, kteří cestovali z Říma do Peronne k hrobu třetího bratra jménem Urseus. Gertruda a její matka darovaly bratřím pozemky ve Fosses-la-Ville, na nichž vznikl další klášter. Ultan se stal jeho převorem a Feuillien zůstal v Nivelles, kde objasňoval mnichům a jeptiškám Písmo svaté. V polovině 7. století založila Gertruda benediktinský klášter v Karlburgu v Dolních Francích, jeden z prvních klášterů v tomto regiónu, který se staral především o nuzné, staré a nemocné.
Po smrti Idubergy v roce 652 pověřila řízením kláštera v Nivelles zástupkyně, aby mohla sama věnovat více času studiu bible. Ve věku 32 let v důsledku přílišné střídmosti v jídle a nedostatku spánku zeslábla a tak se rozhodla svou funkci ukončit. V prosinci roku 658 se její nástupkyní stala její neteř Vulfetruda.
Krátce nato Gertruda zemřela. Záhy po smrti začala být uctívána jako světice. Na místě její smrti Anežka, třetí abatyše kláštera v Nivelles, založila kostel.

## Kult
Kolem roku 670 sepsala jedna z řeholnic v klášteře v Nivelles Gertrudin životopis (Vita Garitrudis abbatissae Nivialencis). Z doby kolem roku 691 pochází text Virtutes sanctae Geretrudis (Ctnosti svaté Gertrudy) pojednávající o zázracích, jež se staly v okolí jejího hrobu, především zázračná uzdravení, ale také obživnutí udušeného dítěte a ukončení požáru, který vznikl v klášteře.
Její ostatky byly pochovány v klášterním kostele svatého Petra, který byl v 10. století přejmenován na kostel svaté Gertrudy. Z Nivelles se Gertrudin kult rozšířil do celé Evropy. Gertruda je patronkou Nivelles, uctívaná je v městech Beverst, Geertruidenberg a Bergen op Zoom. Byla jí zasvěcena řada kostelů, kaplí a špitálů. Je patronkou cestujících a je přivolávána při horečkách, proti štírům a polním myším. Je uctívána jako ochránkyně koček. V 15. století byla vzývána na pomoc při invazi myší v Nizozemí, Alsasku a Katalánii.
Její památka se světí ve výroční den její smrti, 17. března.